# Noiron-sur-Seine
Noiron-sur-Seine är en kommun i departementet Côte-d'Or i regionen Bourgogne-Franche-Comté i östra Frankrike. Kommunen ligger i kantonen Châtillon-sur-Seine som tillhör arrondissementet Montbard. År 2022 hade Noiron-sur-Seine 59 invånare.

## Befolkningsutveckling
Antalet invånare i kommunen Noiron-sur-Seine
Referens:INSEE